# Secom
SECOM Co., Ltd. est une entreprise de sécurité privée japonaise qui fait partie de l'indice TOPIX 100.